# Frasnes-lez-Gosselies
Pour les articles homonymes, voir Frasnes.
Frasnes-lez-Gosselies [fʁanlegɔs(ə)li] est une section de la commune belge des Bons Villers, située en Région wallonne dans la province de Hainaut.

## Toponymie

### Attestations anciennes
Fraxina (1146 ; 1147 ; 1148), Frasna (1148), Fraine (1205 ; ±1210), Fraxinensis (1205), Fraina (1222).

### Étymologie
Un grand nombre de communes ont tiré leurs noms des essences forestières qui croissaient avec le plus d’abondance sur leurs territoires, ainsi, « Frasnes » a pour étymologie « fraxinus » qui signifie frêne.

## Géographie

### Hydrographie
Frasnes est traversé par le ruisseau de Frasnes, qui a deux affluents, le ruisseau du Bosquet-Mondez et le ruisseau de Marja et qui se jette dans le ruisseau de la Rampe.

## Évolution démographique
- Sources : INS, Rem. : 1831 jusqu'en 1970 = recensements, 1976 = nombre d'habitants au 31 décembre.

## Histoire
Depuis la fusion des communes des années 1970, Frasnes-lez-Gosselies forme, avec Mellet, Rèves, Villers-Perwin et Wayaux, la nouvelle commune des Bons Villers.

## Liste des bourgmestres de 1830 à 1977
- 1848 : Alexis Kinaux.
- Edouard Chaudron, de 1861 à 1894, (Parti Libéral).
- Armand Duvieusart, de 1907 à 1921, (Parti Catholique).
- Jean Duvieusart, de 1927 à 1947, (Parti Catholique, PSC).

## Patrimoine et culture

### Lieux et monuments
- La chapelle romane Notre-Dame du Roux (XIIIe / XVIIIe siècles), classée en 1942. Elle faisait partie d'un prieuré bénédictin aujourd'hui disparu ;
- L'ancienne chambre échevinale de Frasnes-lez-Gosselies.
- Eglise Saint-Nicolas. Bâtie en 1834 en style néo-classique à l'emplacement de l'ancienne église qui remonterait à 1572[4].
- Ferme du Tri. Remontant du XVIIIe siècle et du XIXe siècle pour le logis d'inspiration néo-classique[5]. Située rue Hoebeke.
- Ancienne ferme de l'Encloître, le nom rappelle le prieuré bénédictin tout proche, en ruines au XVIIe siècle et reconstruit par Jean-Baptiste Mondez en 1806 à l'emplacement de la ferme priorale[6]. Située cour Mondez.
- Ferme du Petit Pierpont. Remontant de la 1re moitié du XIXe siècle[6]. Située chemin de Pierpont.
- Ancienne ferme du Grand Pierpont. Datant du milieu du XIXe siècle mais dont certaines baies attestent une origine probable du XVIIIe siècle et réaménagée en club de golf[7].

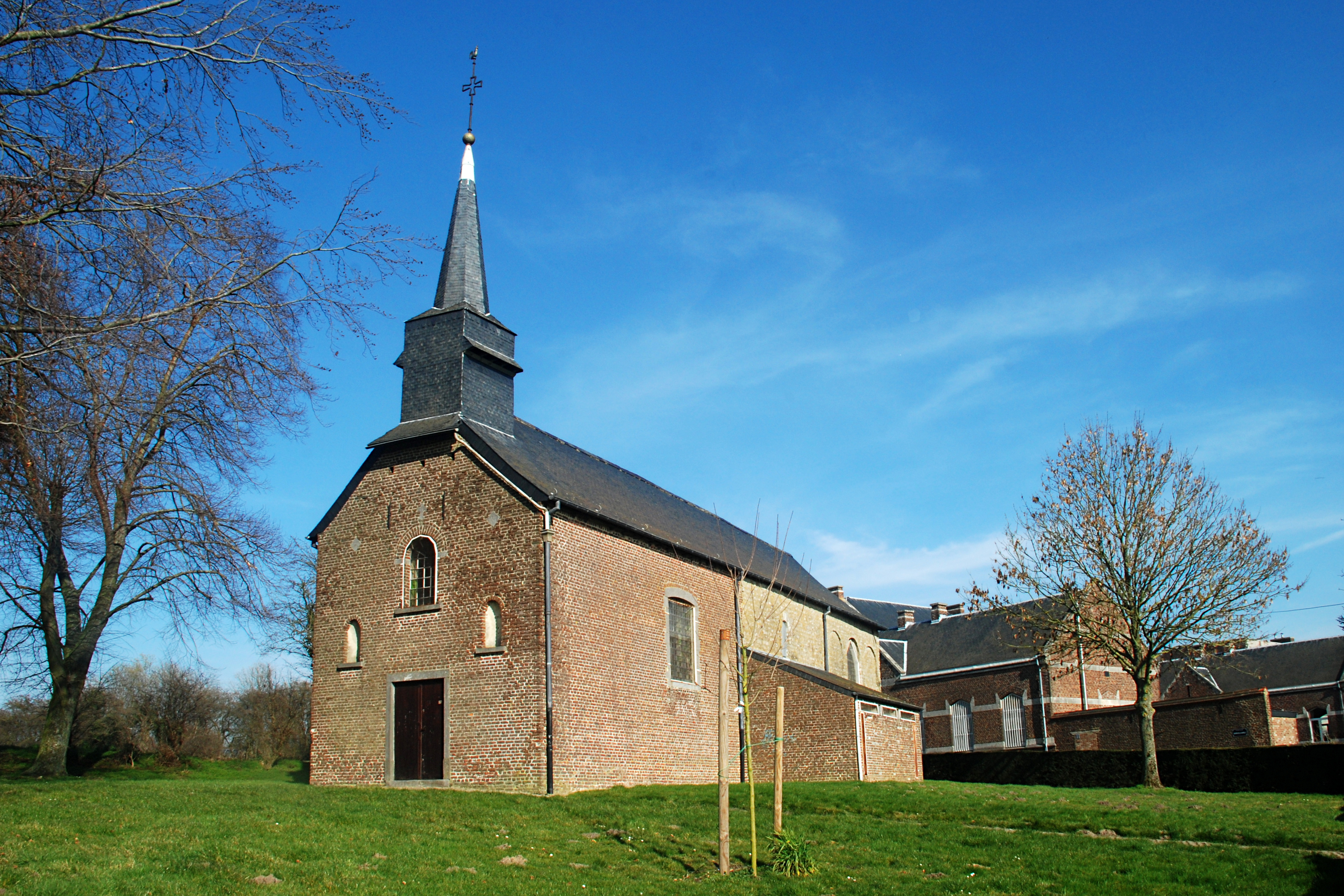
Chapelle Notre-Dame du Roux.
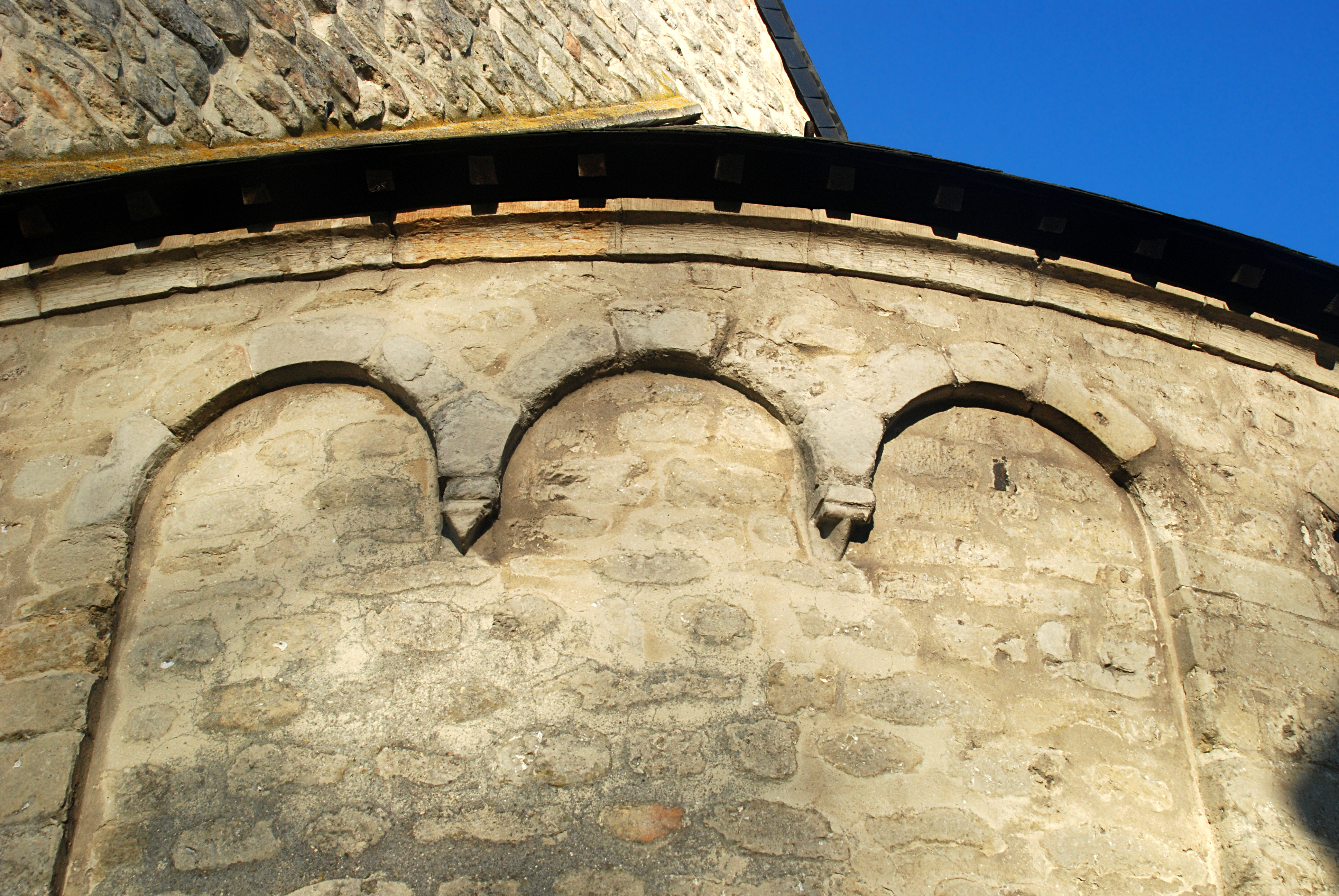
Arcatures de la Chapelle Notre-Dame du Roux.
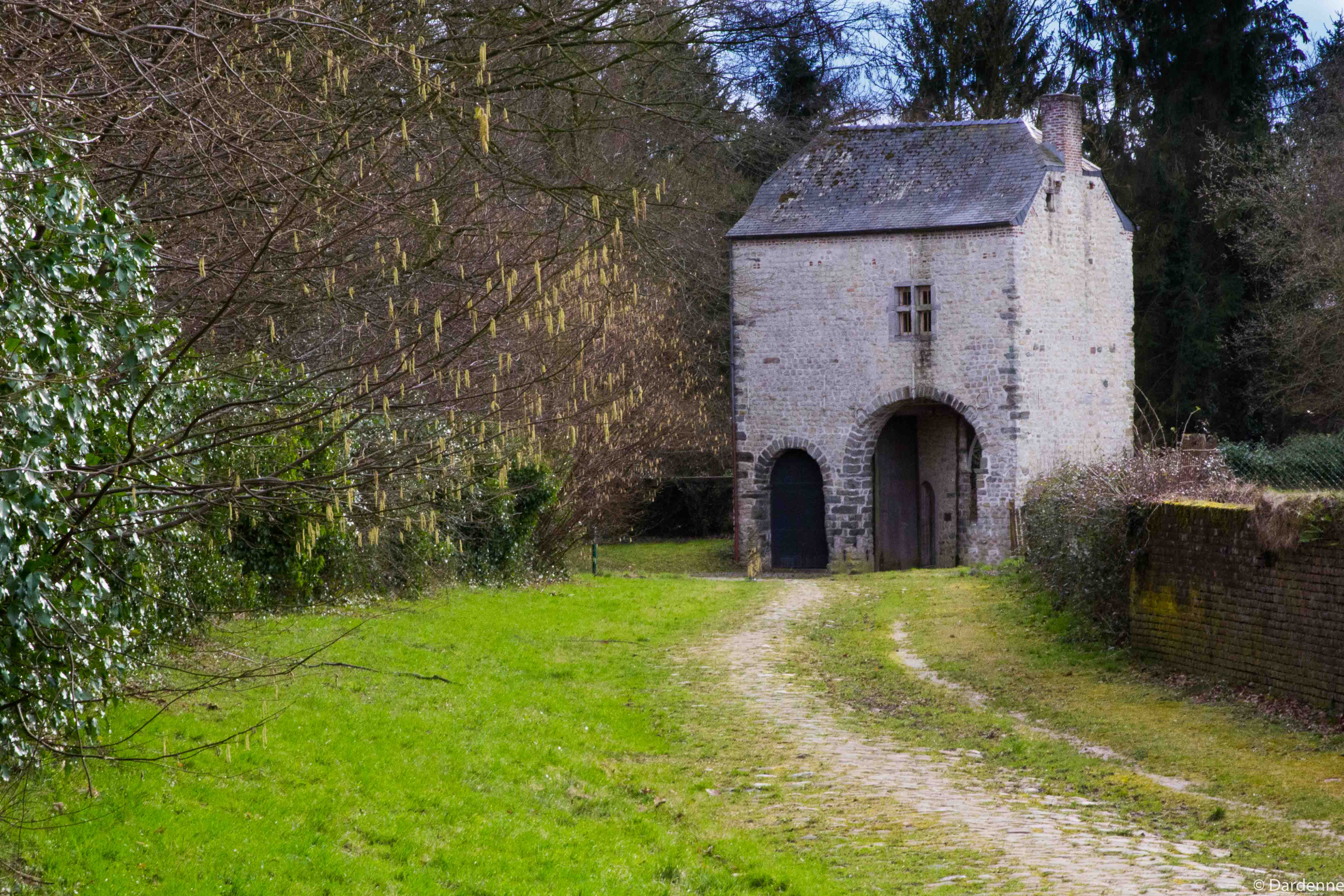
Ancienne chambre échevinale.
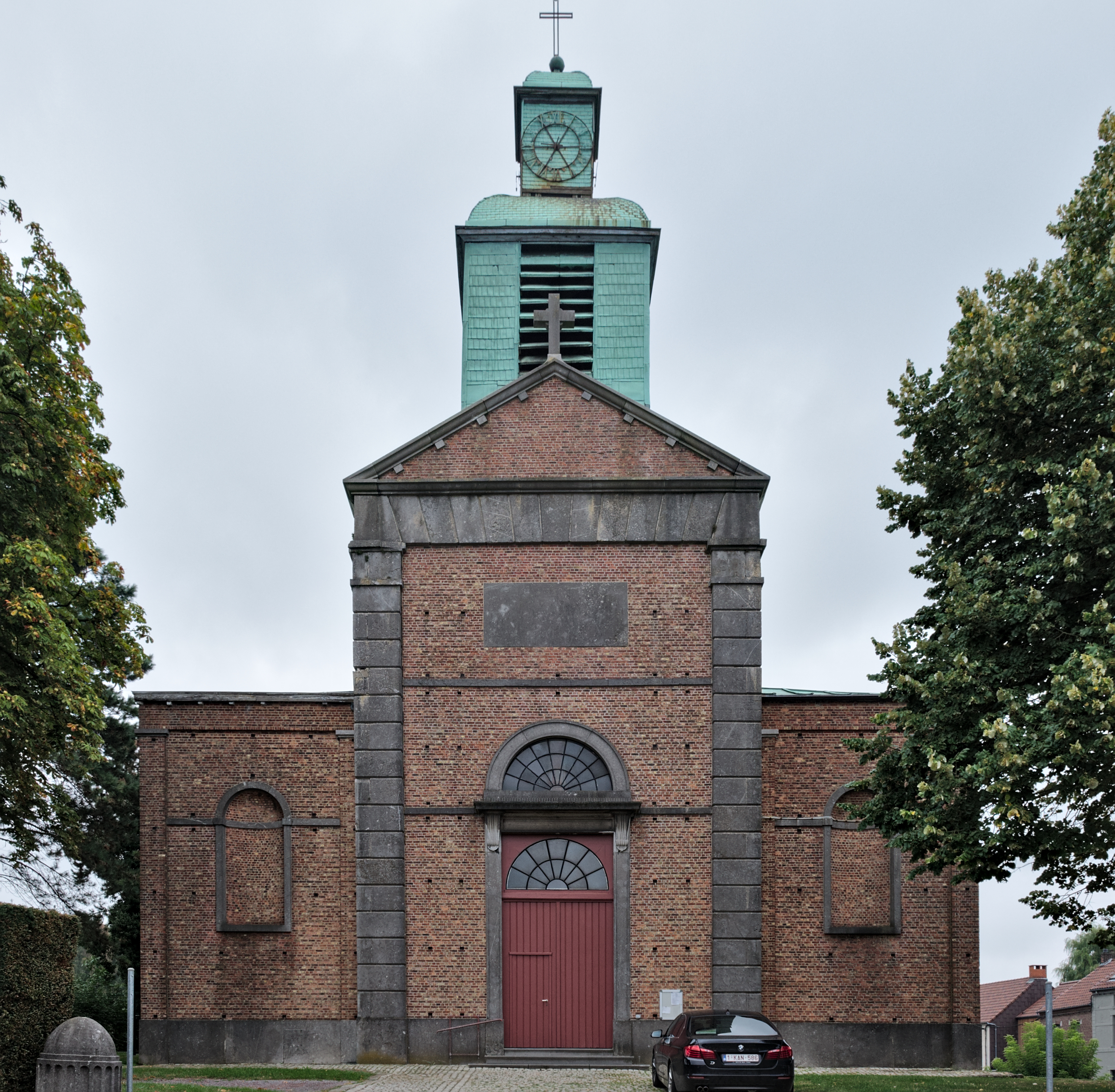
Église Saint-Nicolas.
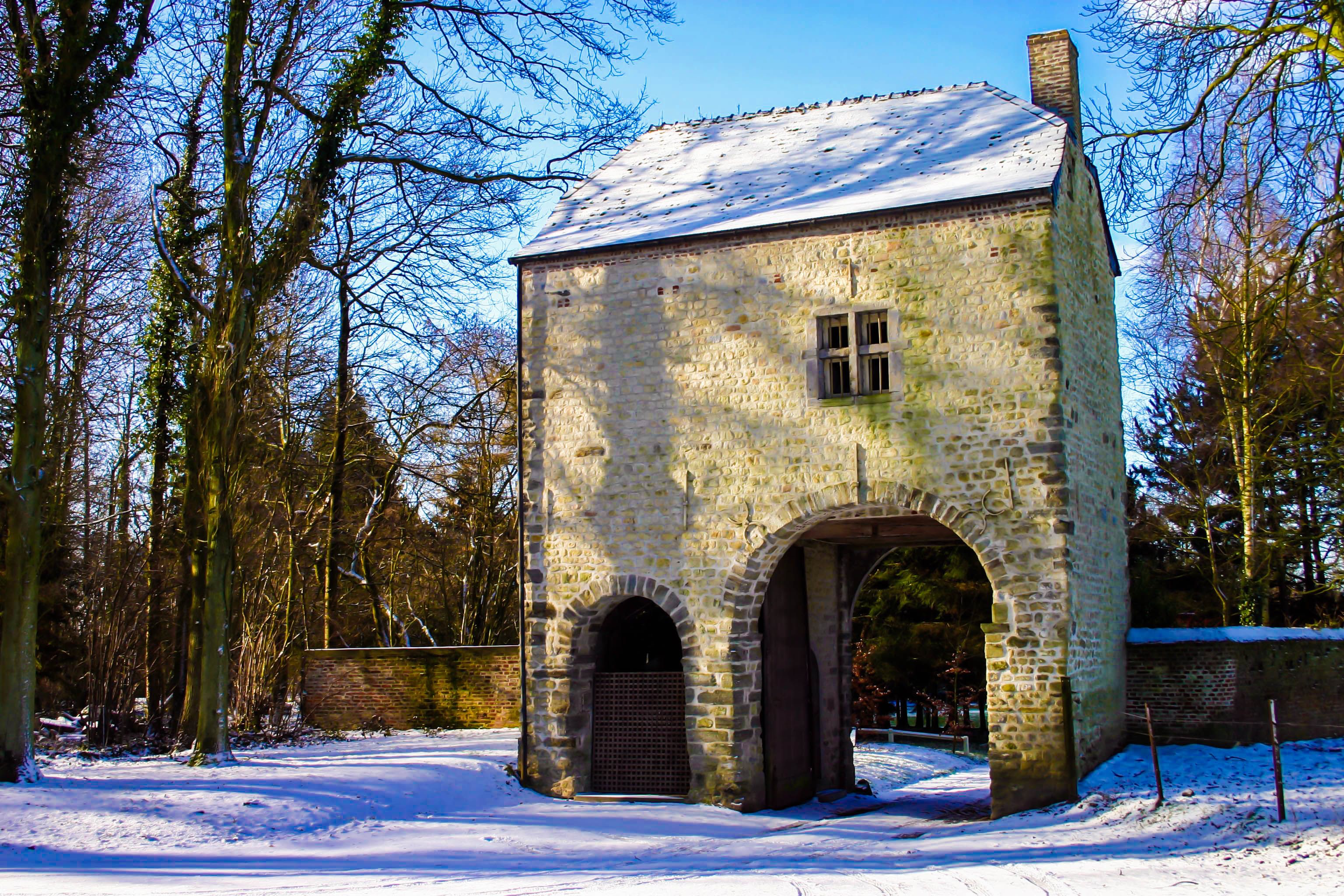
Chambre échevinale en hiver

## Personnalités natives de Frasnes-lez-Gosselies
- Édouard Chaudron (1824-1894), homme politique belge.
- Adolphe Biarent (1871-1916), compositeur.
- Paul Vanderborght (1899-1971), poète.
- Jean Duvieusart (1900-1977), ancien Premier ministre.
- Eric Sustendal (1963-), kiné du sporting pendant 22 ans.